# Dziewonna
Dziewonna var i slavisk mytologi (og dermed polsk og vendisk mytologi) gudinde for de vilde dyr. Hun bar bue og pil.